# 巴比·洛克伍德
巴比·洛克伍德（英語：Bobby Lockwood，1993年5月25日—）是英國的一位演員。他在很小時就已經在埃塞克斯的一座表演學校就讀，現在已經出演了眾多電影和電視劇作品。2003年，他曾經出演101忠狗續集：倫敦大冒險。

## 外部連結
- 巴比·洛克伍德在互联网电影资料库（IMDb）上的資料（英文）
- .   [2015-07-05]. （原始内容存档于2014-03-16）.

1. ↑  Lockwood, Bobby. . Bobby Lockwood. Bobby Lockwood. （原始内容存档于2021-01-19）.